# Glyptopetalum loheri
Glyptopetalum loheri är en benvedsväxtart som beskrevs av Merrill. Glyptopetalum loheri ingår i släktet Glyptopetalum och familjen Celastraceae. Inga underarter finns listade.